# The Green Knight
The Green Knight é um filme épico de fantasia estadunidense de 2021 escrito, dirigido, editado e produzido por David Lowery. É estrelado por Dev Patel, Alicia Vikander, Joel Edgerton, Sarita Choudhury, Sean Harris e Ralph Ineson. O roteiro é baseado no romance Sir Gawain e o Cavaleiro Verde do século 14.
O filme foi lançado nos cinemas nos Estados Unidos em 30 de julho de 2021, pela produtora A24. Os críticos elogiaram à direção de Lowery, à atuação de Patel, à cinematografia e aos efeitos visuais.

## Elenco
- Dev Patel como Gauvain
- Alicia Vikander como Lady Bertilak
- Joel Edgerton como Lord
- Sarita Choudhury como Fada Morgana
- Sean Harris como Rei Artur
- Ralph Ineson como Cavaleiro Verde
- Kate Dickie como Rainha Genebra
- Barry Keoghan como Carniceiro
- Erin Kellyman como Santa Vinifrida[3]
- Megan Tiernan como Rainha de Gawain[4]
- Emmet O'Brien como Mágico

## Recepção
No Rotten Tomatoes, o filme tem um índice de aprovação de 88% com base em 193 críticas, com uma nota média de 8,0/10. O consenso dos críticos do site diz: "O Cavaleiro Verde honra e desconstrói seu material de origem em igual medida, produzindo uma aventura envolvente que lança um feitiço fantástico". De acordo com o Metacritic, que atribuiu uma pontuação média ponderada de 85 em 100 com base em 49 avaliações, o filme recebeu "aclamação universal".